# سد هوانگدنگ
سد هوانگدنگ (به لاتین: Huangdeng Dam) یک سد و نیروگاه برقابی در چین است که در یون‌نان واقع شده‌است.